# Michael McPartland
Michael Bernard McPartland SMA (ur. 29 września 1939 w Middlesbrough, zm. 6 kwietnia 2017 w Watford) – brytyjski (angielski) duchowny katolicki. prefekt apostolski Falklandów i Superior Wyspy Świętej Heleny, Wyspy Wniebowstąpienia i Tristan da Cunha w latach 2002–2016.

## Życiorys
Święcenia kapłańskie otrzymał 14 maja 1978 jako członek Stowarzyszenia Misji Afrykańskich (SMA). Pracował kolejno w Nigerii (gdzie był m.in. przełożonym prowincji zakonnej), Wielkiej Brytanii (gdzie pełnił funkcje radnego prowincjalnego, a następnie prowincjała) oraz w Kenii. 9 sierpnia 2002 papież Jan Paweł II mianował go prefektem apostolskim Falklandów i Superiorem Wyspy Świętej Heleny, Wyspy Wniebowstąpienia i Tristan da Cunha. 26 października 2016 ze względu na wiek na ręce papieża Franciszka złożył rezygnację z zajmowanych funkcji.
Zmarł 6 kwietnia 2017.